# Al Talh (huyện)
Huyện Al Talh là một huyện thuộc tỉnh Shabwah, Yemen. Đến thời điểm năm 2003, huyện này có dân số 9404 người